# Финал Суперкубка Испании по футболу 2023
Финал Суперкубка Испании по футболу 2023 — финальный поединок розыгрыша Суперкубка Испании сезона 2022/23, в котором встретились «Реал Мадрид» и «Барселона». Матч состоялся 15 января 2023 года.

## Путь к финалу
| Реал Мадрид | Реал Мадрид    | Стадия                                  | Барселона  | Барселона      |
| ----------- | -------------- | --------------------------------------- | ---------- | -------------- |
| Соперник    | Результат      | Суперкубок Испании по футболу 2022/2023 | Соперник   | Результат      |
| Валенсия    | 1:1 (4:3 пен.) | Полуфинал                               | Реал Бетис | 2:2 (4:2 пен.) |

## Матч
| Реал Мадрид                               | 1:3 | Барселона                                                            |
| ----------------------------------------- | --- | -------------------------------------------------------------------- |
| Менди 32' · Вальверде 82' · Бензема 90+3′ |     | Гави 33′ · Левандовски 45′ · Кристенсен 49' · Араухо 68' · Педри 69′ |

| Реал Мадрид | Барселона |